# Boekenkist

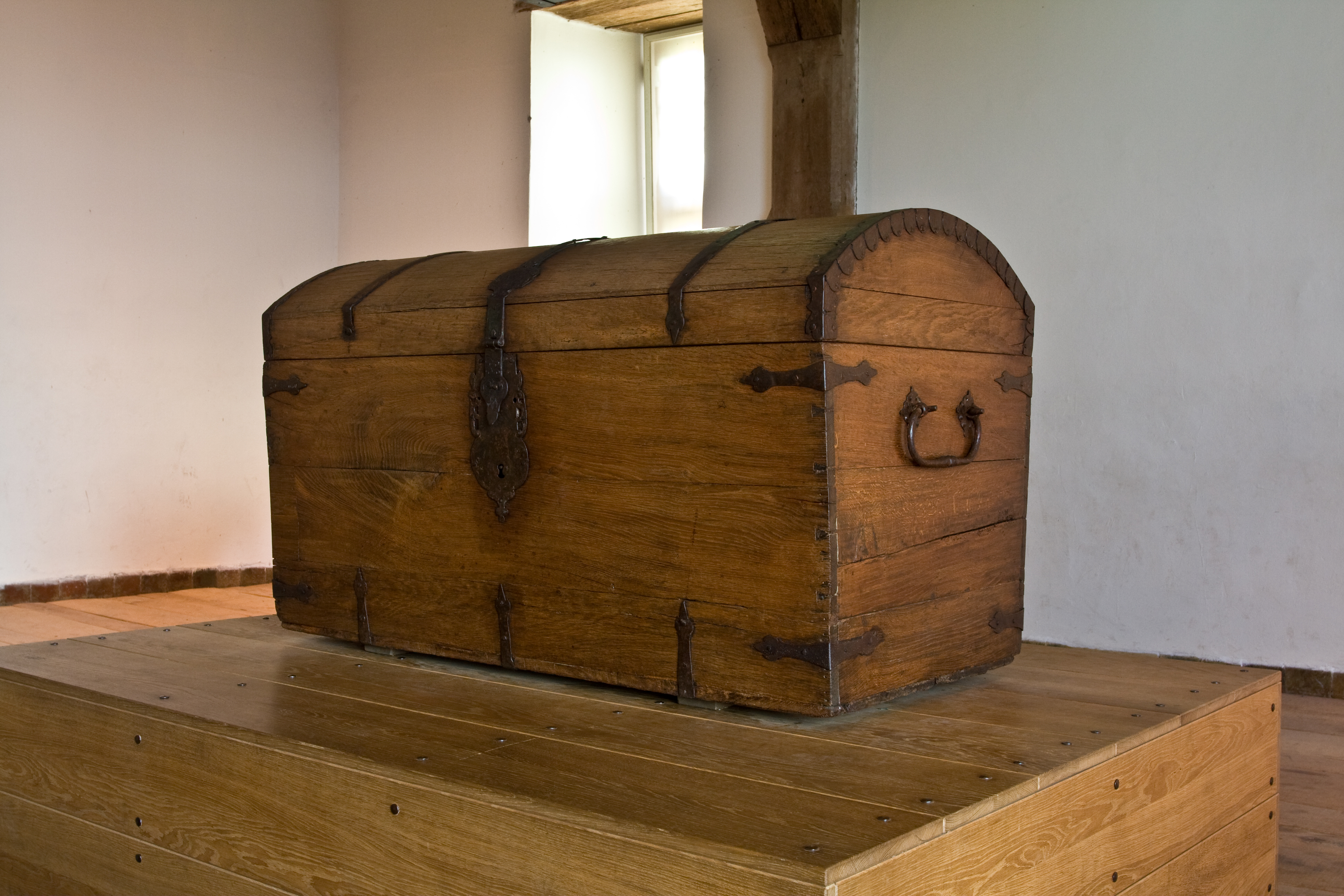
Boekenkist uit Slot Loevestein

Een boekenkist is een meubel in de vorm van een kist, die werd gebruikt om boeken te bewaren en/of om boeken te vervoeren. Omdat boeken in vroeger tijd erg kostbaar waren, werd een boekenkist gebruikt om er boeken in te bewaren, als bescherming tegen vocht, ongedierte en diefstal. 
Zeer bekend is de ontsnapping van Hugo de Groot in een boekenkist uit Slot Loevestein in 1621 met hulp van dienstmeisje Elsje van Houweningen. Deze boekenkist was waarschijnlijk (mét boeken) afkomstig van Gerardus Vossius.